# Eucriotettix magnus
Eucriotettix magnus är en insektsart som först beskrevs av Hancock, J.L. 1907.  Eucriotettix magnus ingår i släktet Eucriotettix och familjen torngräshoppor. Inga underarter finns listade i Catalogue of Life.